# La Pernelle
La Pernelle ist eine französische Gemeinde mit 287 Einwohnern (Stand: 1. Januar 2022) im Département Manche in der Region Normandie. Sie gehört zum Arrondissement Cherbourg und zum Kanton Val-de-Saire. 

## Geographie
Die Gemeinde liegt in der Landschaft Val de Saire auf der Halbinsel Cotentin. 
Die Saire bildet im Osten die Grenze zu Réville. Weitere Nachbargemeinden sind Le Vast im Nordwesten, Le Vicel im Norden, Anneville-en-Saire im Nordosten, Saint-Vaast-la-Hougue im Südosten, Quettehou im Südwesten und Teurthéville-Bocage im Westen.

## Bevölkerungsentwicklung
| Jahr      | 1962 | 1968 | 1975 | 1982 | 1990 | 1999 | 2008 | 2018 |
| --------- | ---- | ---- | ---- | ---- | ---- | ---- | ---- | ---- |
| Einwohner | 266  | 277  | 226  | 301  | 293  | 303  | 252  | 265  |

## Sehenswürdigkeiten
- Kirche Sainte-Pétronille, Monument historique seit 1975
- Manoir d’Ourville, Herrenhaus, Monument historique

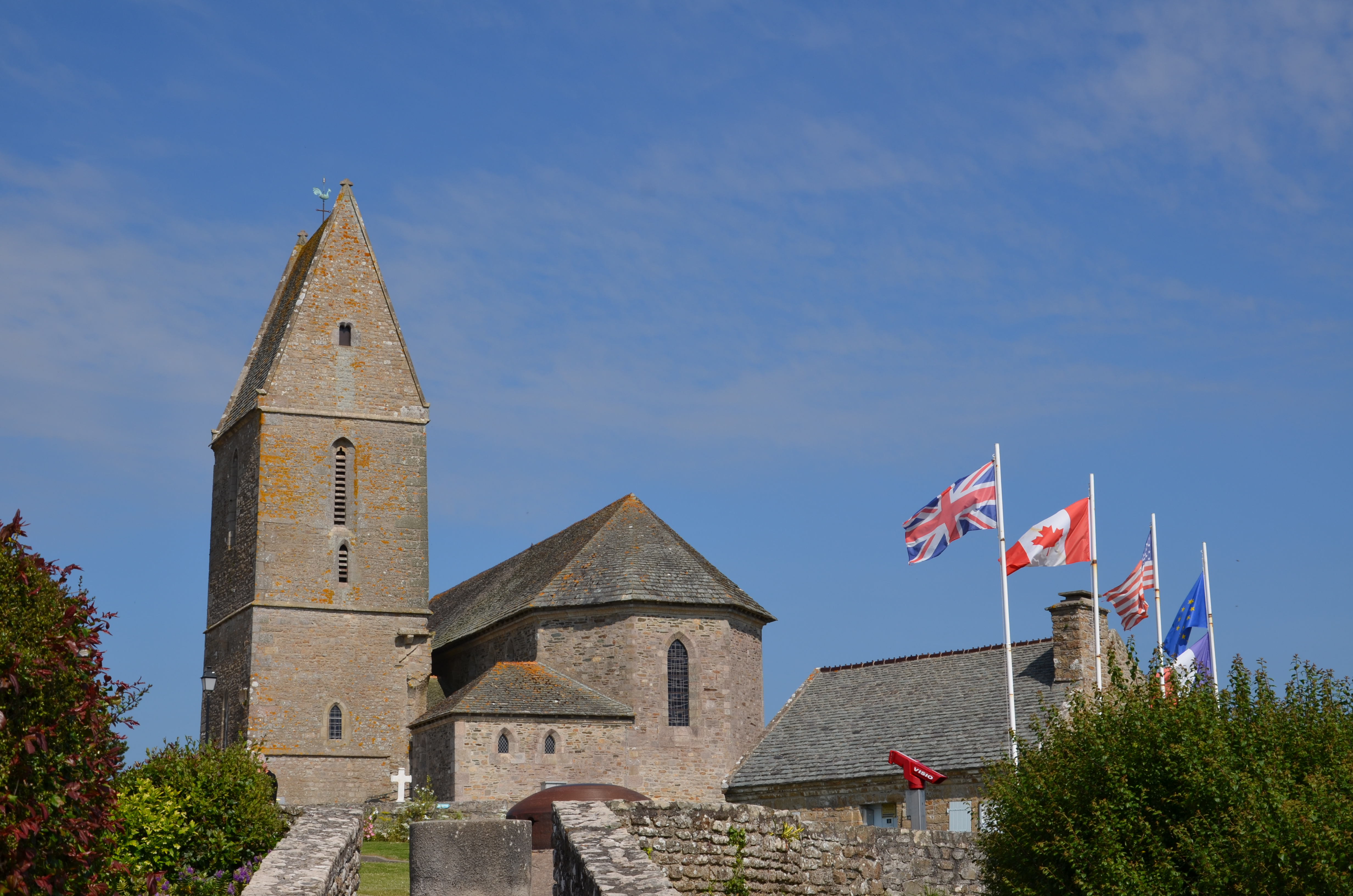
Kirche Sainte-Pétronille
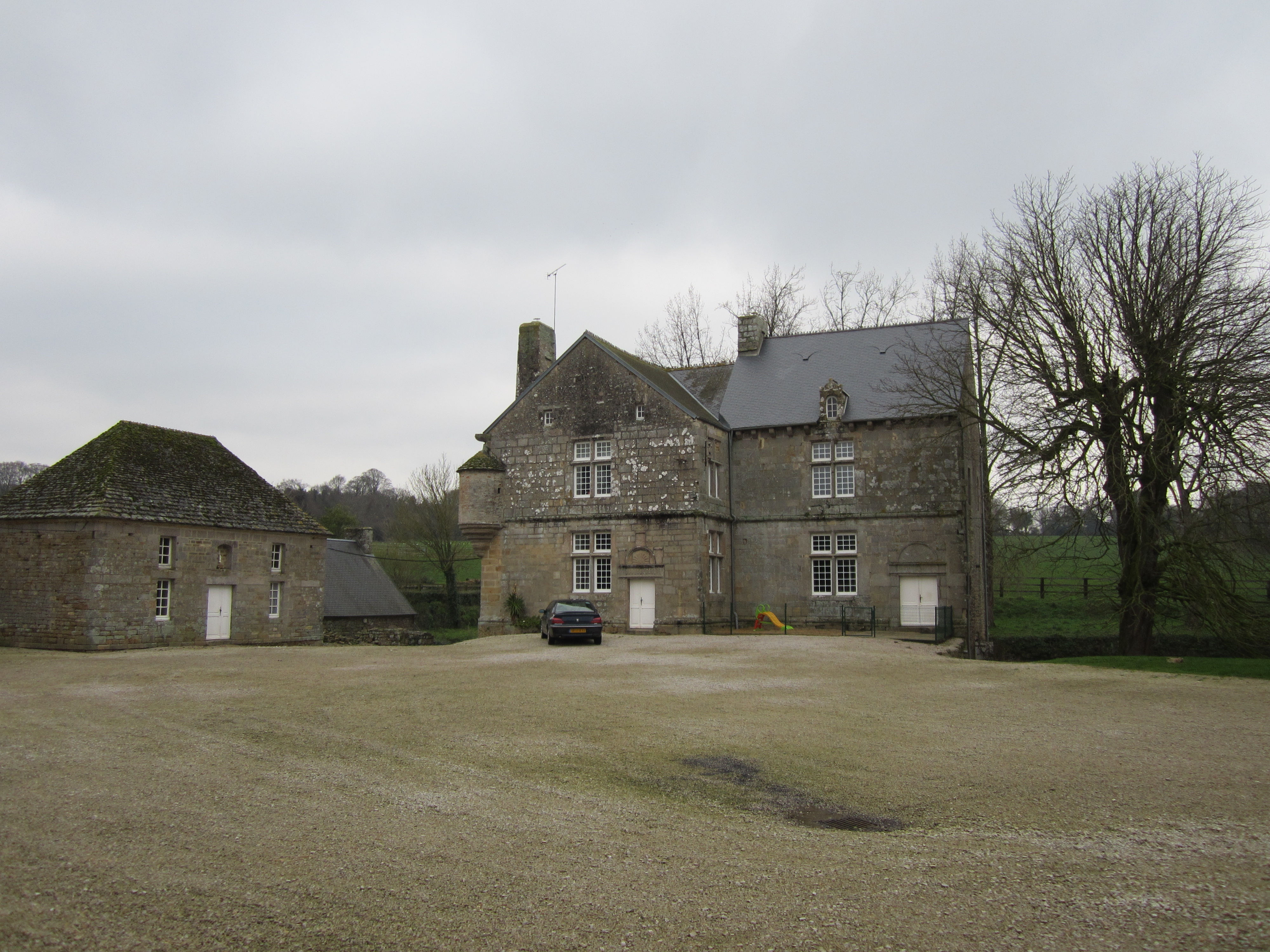
Manoir d’Ourville